# Орден на изгряващото слънце
Орден на изгряващото слънце (на японски: 旭日章, Kyokujitsu-shō) е японски орден, въведен през 1875 г. от император Мейджи, и е първата държавна награда на Япония.
В миналото са съществували до 9 степени, от 2003 г. орденът има 6 степени. Връчва се за значими постижения в международните отношения, популяризирането на японската култура или опазването на околната среда. През Втората световна война се връчва и за военни заслуги.
Нарежда се на трето място по значимост след Ордена на хризантемата (за държавни глави и благородници) и Ордена на цветовете на пауловнията (предимно за политици).

## Носители

### Българи
| Година | Получател        | Степен | Бележки |
| ------ | ---------------- | ------ | --- |
| 1982   | Елена Алинска    | ?      | Преподавател по руски език |
| 1995   | Христо Недялков  | ?      | Диригент |
| 2005   | Мария Вълчанова  | ?      | Директор на 18 СОУ „Уилям Гладстон”, „въвела за първи път в България преподаването на японски език като задължителен предмет в програмата на гимназиалния курс“.    |
| 2006   | Лиляна Кънева    | ?      | Бивш изпълнителен директор на Българската сумо федерация. Връчен „...за нейния изключителен принос за популяризирането на националния японски спорт в България...“. |
| 2009   | Братислав Иванов | ?      | Японист |
| 2009   | Дора Барова      | ?      | Преводач от японски език |
| 2011   | Даниела Кънева   | II     | Журналист. Връчен „...заради големия си принос за постигане на взаимно разбирателство и утвърждаване на добрите контакти между Япония и България“.                  |